# دوري تونغا لكرة القدم 2002
دوري تونغا لكرة القدم 2002 هو موسم من دوري تونغا لكرة القدم. فاز فيه Lotohaʻapai United ‏.